# جائزة باسيفيك الكبرى 1995
جائزة باسيفيك الكبرى 1995 هو سباق فورمولا 1 أقيم بتاريخ 22 أكتوبر 1995 في أوبرا عايدة، أوكاياما، اليابان. كان الخامس عشر من أصل 17 في بطولة العالم لسباقات الفورمولا واحد موسم 1995. حلّ الألماني مايكل شوماخر أولا بينما جاء البريطاني ديفيد كولتهارد في المركز الثاني وحصل على المركز الثالث البريطاني دامون هيل.